# Route départementale 23 (Yvelines)
Pour les articles homonymes, voir Route départementale 23.
La route départementale 23 ou D23, est une route du département français des Yvelines.
Commençant sur la commune de Bazoches-sur-Guyonne, elle se termine à Trappes.

## Localités traversées
- Bazoches-sur-Guyonne
- Jouars
- Élancourt
- Trappes